# Škotski gaelski jezik
Škotski gaelski jezik (škotski gaelski: gàidhlig, gaelic, albannach gaidhlig, erse) pripada skupini keltskih jezika i podskupini gaelskih jezika. Taj jezik se govori na vanjskim i unutarnjim Hebridima i Skye, tj. skupinama otoka ispred sjeveroapadne obale Škotske, kao i u zapadnom djelu Škotskog visočja, te u gradu Glasgow i prekomorskim zemljama Australija, Kanada i SAD. Ima nekoliko dijalekata. Broj govornika iznosi preko 62 000, od čega 58 650 u UK (2003.).

## Vanjske poveznice
- Ethnologue (14th)
- Ethnologue (15th)

|  | Zajednički poslužitelj ima još gradiva o temi Škotski gaelski jezik |